# Apatopygidae
Famille
Les Apatopygidae sont une famille d'oursins « irréguliers » de l'ordre des Cassiduloida.

## Morphologie
Les Cassiduloida sont des oursins irréguliers, au corps légèrement ovoïde ; leur bouche est avancée vers un côté, dépourvue de lanterne d'Aristote, leur face aborale est convexe et leur face orale plane.
Les phyllodes sont équipés de pores uniques, en lignes simples et irrégulières, sans pores buccaux. Le périprocte est aboral, s'ouvrait dans un sulcus postérieur, sans contact avec le disque apical.
Le test est comprimé vers le péristome, qui n'a pas de vestibule ou de bourrelets. La plaque basicoronale est courte, sans tubercules ou radioles spécialisées.
Cette famille semble être apparue au Crétacé (Albien).

## Liste des genres
Selon World Register of Marine Species (10 juin 2014) :
- genre Apatopygus Hawkins, 1920
  - Apatopygus occidentalis H.L. Clark, 1938
  - Apatopygus recens (Milne-Edwards, 1836)
- genre Jolyclypus Lambert, 1918 †
- genre Nucleopygus L. Agassiz, 1840a †
- genre Porterpygus Baker, 1983
  - Porterpygus kieri Baker, 1983

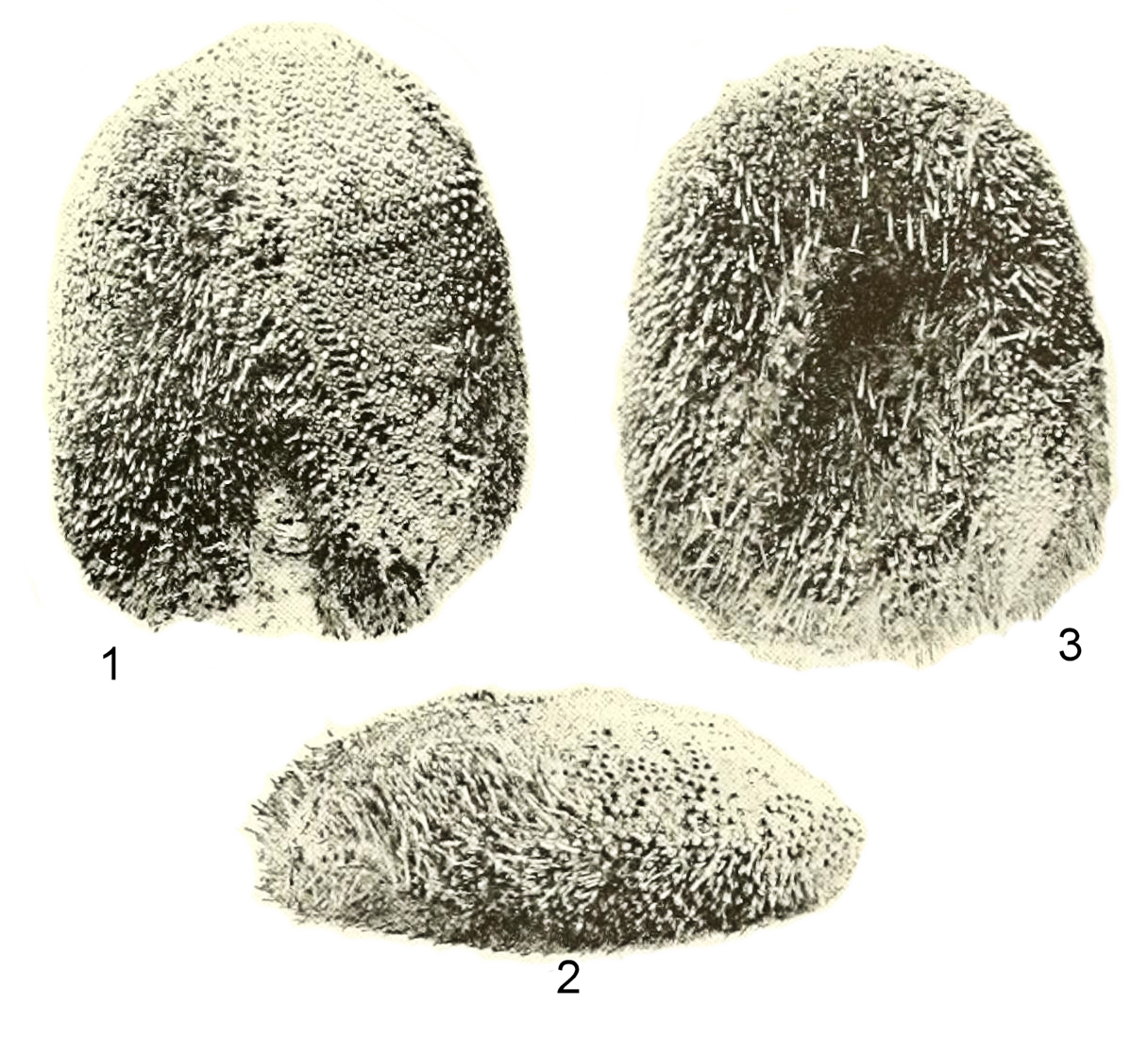
Apatopygus occidentalis.
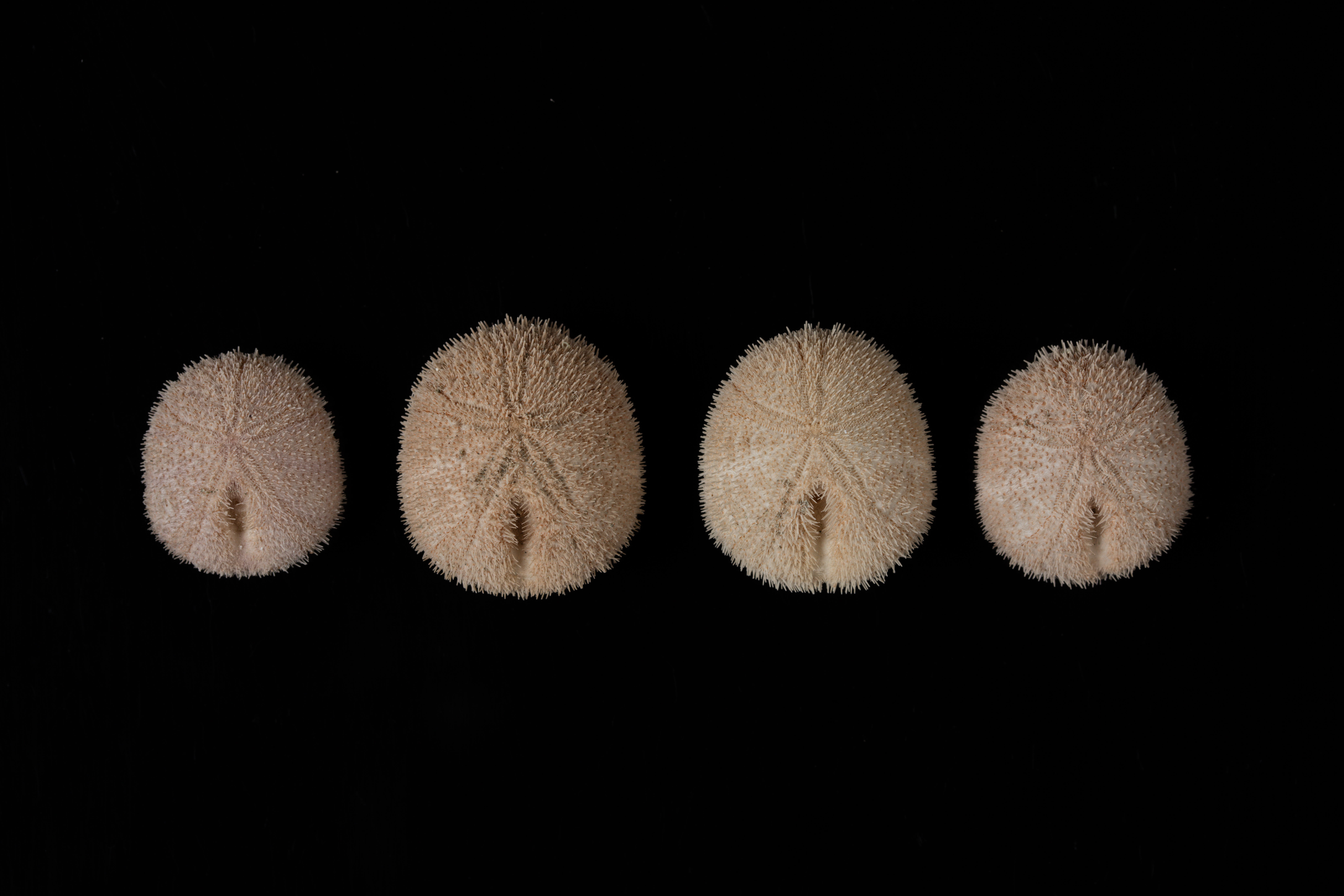
Apatopygus recens (spécimens séchés).
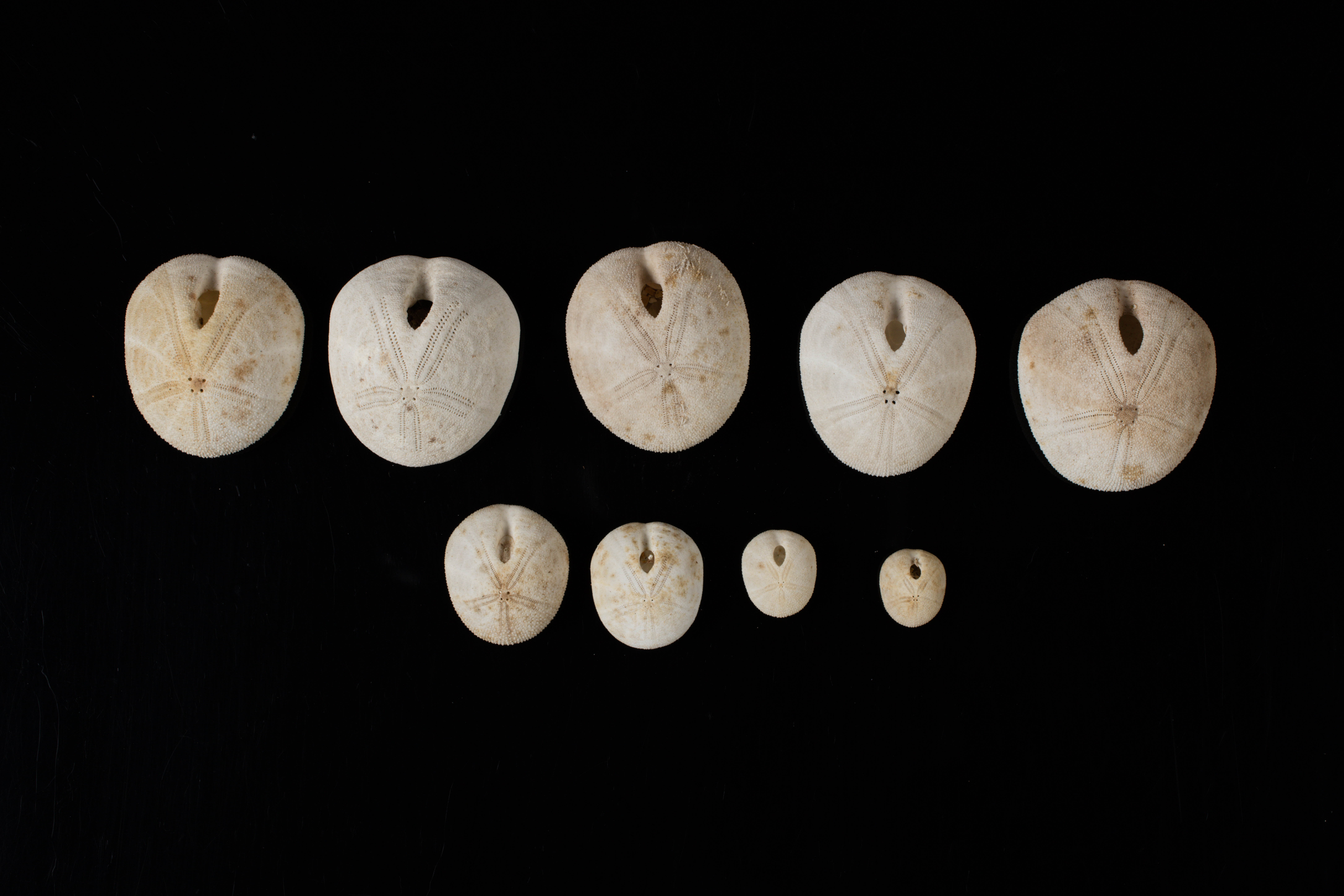
Apatopygus recens (tests nettoyés).
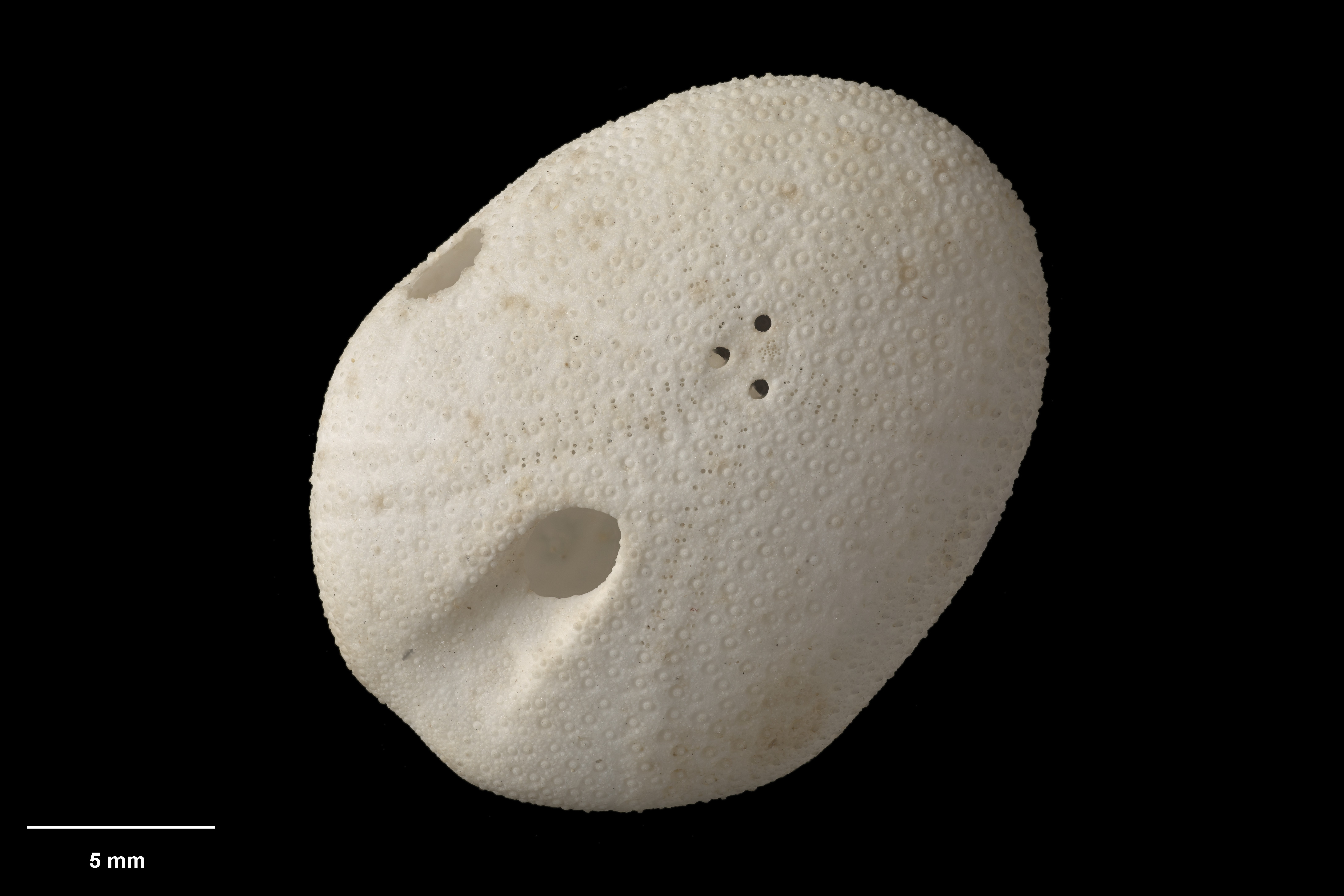
Porterpygus kieri.